# Längjum
Längjum är kyrkbyn i Längjums socken i Vara kommun i Västergötland.
Längjums kyrka ligger här. År 1995 klassades Längjum som en småort men inte därefter.